# 원 데이 (2011년 영화)
원 데이(One Day)는 2011년 개봉한 영국의 영화이다. 동명의 소설을 바탕으로 한다. 앤 해서웨이, 짐 스터게스 등이 주연을, 퍼트리샤 클라크슨, 켄 스톳, 로멀러 개리 등이 조연을 맡았다.

## 줄거리
1988년, 에든버러 대학교 졸업 후 7월 15일에 처음 만난 덱스터와 엠마는 하룻밤을 함께 보내지만 친구로 남기로 한다. 덱스터는 부유한 집안 출신으로 방탕한 생활을 즐기는 반면, 엠마는 작가를 꿈꾸며 런던에서 고군분투한다. 덱스터는 세계를 여행하며 엠마와 연락을 이어가고, 1992년 프랑스 여행에서 서로에게 끌리지만 엠마는 덱스터의 가벼운 태도에 실망한다.
덱스터는 1993년 TV 프로그램 진행자로 성공하지만, 방탕한 생활을 지속한다. 엠마는 1995년 교사가 되어 이안과 사귀지만 불만을 느낀다. 1996년, 덱스터는 마약에 취해 엠마에게 상처를 주는 말을 하고, 엠마는 그를 좋아하지만 더 이상 그를 견딜 수 없다고 말하며 떠난다.
30대 중반에 접어든 덱스터는 TV 경력을 잃고, 1999년에는 실비와 진지한 관계를 맺는다. 엠마는 이안과 헤어지고, 자신의 일기를 읽은 이안은 그녀에게 글을 출판하라고 격려한다. 2000년 친구 결혼식에서 덱스터와 엠마는 재회하고, 덱스터는 결혼과 임신 소식을 알린다. 2001년 덱스터는 딸의 아버지로 헌신하지만 실비의 불륜을 모른 채 지낸다. 엠마는 작가로 성공하고, 2년 후 덱스터는 이혼하고 파리에서 엠마를 만나지만 그녀에게는 새로운 남자친구가 있다. 엠마는 덱스터를 쫓아가 열정적인 키스를 나누고, 마침내 연인으로 발전한다.
2004년, 덱스터와 엠마는 결혼하고 덱스터는 카페를 열지만 아이를 갖는 데 실패한다. 2006년 7월 15일, 엠마는 자전거 사고로 사망하고, 덱스터는 절망에 빠진다. 시간이 흘러 덱스터는 주변 사람들의 위로를 받으며 엠마가 그에게 미친 긍정적인 영향을 깨닫는다. 2011년, 덱스터는 딸과 함께 첫 만남 장소였던 에든버러를 방문한다. 영화는 과거로 돌아가, 덱스터와 엠마가 처음 만난 날 서로에게 끌렸지만 친구로 남으려 했던 모습을 보여주며, 우정에서 사랑으로 발전할 수 있었던 순간을 보여준다.

## 캐스팅
- 앤 해서웨이 - 엠마 몰리
- 짐 스터게스 - 덱스터 메이휴
- 로몰라 가레이 - 실비 코프
- 라프 스팰 - 이안 화이트헤드
- 켄 스탓 - 스티븐